# 雷希賽蒂希根斯巴赫河
48°56′50″N 10°40′22″E / 48.94730°N 10.67287°E
雷希賽蒂希根斯巴赫河是德國的河流，位於該國東南部，由巴伐利亞負責管轄，屬於羅拉赫河的左支流，河道全長4公里，流域面積4.3平方公里。